# Curtia conferta
Curtia conferta är en gentianaväxtart som först beskrevs av Carl Friedrich Philipp von Martius och som fick sitt nu gällande namn av Emil Friedrich Knoblauch.
Curtia conferta ingår i släktet Curtia och familjen gentianaväxter. Inga underarter finns listade i Catalogue of Life.